# Les Moomins et la chasse à la comète
Pour plus de détails, voir Fiche technique et Distribution.
Les Moomins et la chasse à la comète (Muumi ja punainen pyrstötähti) est un film d'animation finlandais réalisé par Maria Lindberg, sorti en 2010.

## Synopsis
Une poussière grise a recouvert la vallée des Moomins. Le jeune Moomin se met en quête d'une explication. Le Rat Musqué lui affirme que la fin du monde est proche car une comète va percuter la Terre. Papa Moomin propose alors à son fils de se rassurer en rendant visite aux savants de l'observatoire. Moomin se met donc en route avec son ami Sniff.

## Fiche technique
- Titre original : Muumi ja punainen pyrstötähti
- Titre français : Les Moomins et la chasse à la comète
- Réalisation : Maria Lindberg
- Musique : Andrzej Rokicki ; Björk (The Comet Song)
- Pays d'origine :  Finlande
- Langue originale : finnois
- Format : Couleurs - Dolby Digital
- Durée : 75 minutes
- Dates de sortie : Finlande : 2 août 2010 (Helsinki), 6 août 2010 (sortie nationale) ; France :  16 mars 2011

## Distribution
Voix originales
- Max von Sydow : le narrateur
- Alexander Skarsgård
- Stellan Skarsgård
- Mads Mikkelsen
- Peter Stormare
- Helena Mattsson